# 普莱萨
普莱萨（德語：Plessa）是德国勃兰登堡州的市镇，隶属于易北-埃尔斯特县，总面积为52.74平方千米，截至2020年总人口为2654人。